# Preben Fiveltun
Preben Fiveltun (født 15. februar 1993) er en norsk håndboldspiller som spiller for Bodø HK. Han fik sin debut i eliteserien den 25. november 2009 mod Sandefjord (29-27).